# Verbrannte Erde

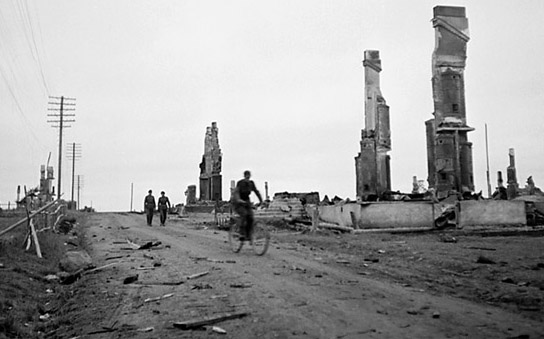
Finnland 1944: Im deutsch-finnischen Lapplandkrieg zerstörtes Sodankylä

Verbrannte Erde bezeichnet eine seit der Antike praktizierte Kriegstaktik, bei der eine Armee alles zerstört, was dem Gegner in irgendeiner Weise nützen könnte, also Gleise, Straßen, Brücken, liegengebliebene Fahrzeuge, Lebensmittelvorräte, Fabriken, Wohnhäuser und manchmal bis hin zur kompletten Zerstörung von Städten und Dörfern. Technische Werkzeuge, als Beispiele in jüngerer Geschichte, die verheerende Schäden für die Zivilbevölkerung hinterlassen, sind Schienenwolf, Flammenwerfer und Brandbomben.
Die Taktik der verbrannten Erde kommt dann zur Anwendung, wenn entweder die sich zurückziehende Armee nicht damit rechnen kann, in nächster Zeit besetztes oder eigenes Gebiet zurückzuerobern, oder der Gegner Guerillataktik anwendet und auf die Unterstützung der Bevölkerung zählen kann. Im zweiten Falle kalkuliert die Taktik der verbrannten Erde bewusst ein, dass dies auch auf Kosten der eigenen Bevölkerung geht. In allen Fällen hat die Anwendung dieser Taktik oft Hungersnöte und andere schwerwiegende Auswirkungen zur Folge.
Zu unterscheiden ist, ob die Taktik ein angegriffener Staat zur eigenen Verteidigung oder eine Kriegspartei, die ein Land überfällt, anwendet. Dementsprechend ist diese Kriegshandlung bereits seit Beginn des 20. Jahrhunderts für Besatzungsarmeen durch die Haager Landkriegsordnung als völkerrechtswidrig geächtet.

## Völkerrecht
Die Haager Landkriegsordnung in der Fassung von 1907 legt in folgenden Artikeln einerseits fest:
- Art. 52: Die Bevölkerung eines Landes kann grundsätzlich zu „Natural- und Dienstleistungen“ herangezogen werden, die aber nur für die Bedürfnisse des Besetzungsheeres bestimmt sein dürfen und im Verhältnis zur Leistungsfähigkeit des besetzten Landes stehen müssen. Die Bevölkerung darf außerdem vom Besatzer nicht zu Kriegsunternehmungen gegen das eigene Vaterland gezwungen werden. Es sind bei nicht sofortiger Bezahlung Empfangsbestätigungen auszustellen sowie auf baldige Bezahlung hinzuwirken.
- Art. 53: Ein Besatzer darf nur solche „Art von Kriegsvorräten“ beschlagnahmen, die zu militärischen Aktionen dienen.
- Art. 55: Jede Besatzungsarmee soll unter Wahrung der Sorgfaltspflicht nur als verwaltender „Nutznießer der öffentlichen Gebäude, Liegenschaften, Wälder und landwirtschaftlichen Betriebe“ fungieren.

Feindliches Eigentum darf nur in militärisch dringend gebotenen Fällen zerstört oder weggenommen werden (Art. 22, 23). Insbesondere ist es verboten, unverteidigte Städte, Dörfer, Wohnstätten oder Gebäude anzugreifen oder zu beschießen (Art. 25). Religiöse, historische, kulturelle und medizinische Gebäude und Einrichtungen, die keinem militärischen Zweck dienten, sind zu schonen (Art. 27).

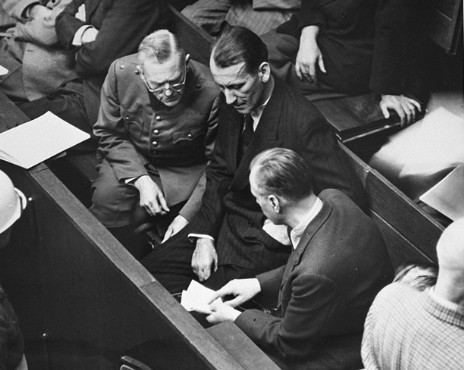
Chef des OKW Keitel (links) als Angeklagter beim Nürnberger Prozess

Diese Bestimmungen wurden allgemein formuliert und lassen im Einzelfall Interpretationsspielräume offen. Eindeutig war jedoch die Absicht aller Bestimmungen, das Ausmaß von Zerstörung und Verwüstung auf das militärisch notwendige Minimum zu begrenzen. Die Bestimmungen sind durch weitere Abkommen ergänzt worden. Die Artikel der Fassung von 1907 und spätere Vereinbarungen sind bis in die Gegenwart in vollem Umfang gültig.
Im Nürnberger Prozess gegen die Hauptkriegsverbrecher wurde Ende 1945 klargestellt, dass die Maßnahme der verbrannten Erde bei unverhältnismäßiger Zerstörung, der Plünderung von staatlichem oder privatem Besitz und wegen der Deportation von Zivilpersonen aus den besetzten Gebieten ein Kriegsverbrechen darstellt. In der Folge wurden Verantwortliche wie z. B. General Balck in Nachfolgeprozessen verurteilt.

## Anwendung
Frühe Fälle der Anwendung lassen sich nachweisen für Russland in den Jahren 1708 und 1812. 1864 verwüsteten Nordstaaten-Truppen im Sezessionskrieg bei Shermans Marsch zum Meer Teile der Südstaaten.

### Kaiserreich Österreich-Ungarn im Ersten Weltkrieg
Um den Vormarsch der russischen Truppen in Galizien zu behindern, vernichtete die Österreichisch-Ungarische Armee auf ihrem Rückzug systematisch ganze Dörfer und vertrieb deren Bevölkerung, was eine enorme Flüchtlingswelle zur Folge hatte.

### Deutsches Kaiserreich im Ersten Weltkrieg
Vor dem Rückzug auf die Siegfriedstellung wurde 1917 das zu räumende Gebiet an der Somme im Rahmen des Unternehmens Alberich systematisch verwüstet und die Einwohner deportiert.

### Sowjetunion im Zweiten Weltkrieg
Zwei Wochen nach Beginn des deutschen Angriffs auf die Sowjetunion befahl Josef Stalin, die wirtschaftlich kriegswichtige Infrastruktur in den Osten der Sowjetunion zu evakuieren und alle Güter in den von den deutschen Truppen bedrohten Gebieten, die diesen von Nutzen sein könnten, zu zerstören. Er reagierte mit der Anwendung dieser Taktik als Verteidigungsmittel wie zuvor Alexander I. gegenüber dem Eroberungsversuch Napoleons und wie Peter der Große gegenüber Karl XII. Die Aufgabe übernahmen die paramilitärischen Vernichtungsbataillone.
Laut Dimitri Wolkogonow erließ Stalin am 17. November 1941 den „Fackelmänner-Befehl“: Demnach waren „alle Siedlungspunkte, an denen sich deutsche Truppen befinden, auf 40 bis 60 Kilometer ab der Hauptkampflinie in die Tiefe zu zerstören und in Brand zu setzen …“. „Zur Vernichtung der Siedlungspunkte“, „zur Inbrandsetzung und Sprengung der Siedlungspunkte“, also der Dörfer, seien Luftwaffe, Artillerie und Jagdkommandos einzusetzen. Wolkogonow beschreibt, wie die eigene Armee unzählige sowjetische Dörfer vernichtete. Andere Orte wurden von Deutschen in Brand gesetzt, um Partisanenaktionen zu bestrafen.

### Deutsches Reich im Zweiten Weltkrieg

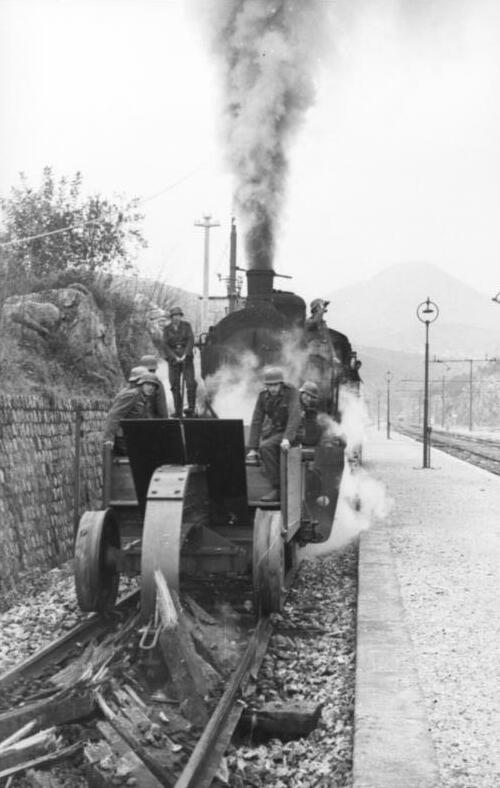
Italien 1944: Zerstörung von Bahngleisen mittels Schienenwolf

Erstmals wandte die deutsche Seite die Strategie in großem Umfang während ihres in weiten Teilen unkoordinierten Rückzugs nach der verlorenen Schlacht um Moskau um den Jahreswechsel 1941/42 herum an. Ziel war es, die nachdrängenden sowjetischen Kräfte zu verlangsamen und durch die Entziehung potenzieller Unterkünfte abzunutzen.
Kurz nach der Niederlage von Stalingrad befahl Adolf Hitler Anfang 1943, Waffen und Gerät nicht unzerstört in Feindeshand fallen zu lassen sowie alle Dörfer und Unterkunftsmöglichkeiten zu vernichten. Alle Männer zwischen 15 und 65 Jahren seien von der Truppe für Schanzarbeiten mitzuführen. Entsprechend wurde von den deutschen Truppen auf ihrem Rückzug Vieh vertrieben, Maschinenparks demontiert oder zerstört und wurden Städte, Dörfer und Getreidefelder abgebrannt und Massendeportationen vorgenommen. Als Bezeichnung für das planmäßige Vorgehen bürgerte sich die Abkürzung ARLZ-Maßnahmen für die aufeinanderfolgenden Schritte Auflockerung, Räumung, Lähmung und Zerstörung ein. Die deutschen Truppen entwickelten dabei eine große Zerstörungswut und verstießen zunehmend gegen das Plünderungsverbot. Wegen des Kriegsgerichtsbarkeitserlasses fehlte den Truppenkommandeuren weitgehend die Möglichkeit, mit Kriegsgerichtsverfahren gegen ihre eigenen marodierenden Truppen durchzugreifen. Die Verschleppung der Zivilbevölkerung sollte dem Gegner auch deren Arbeitskraft entziehen. Arbeitsfähige wurden zur Zwangsarbeit ins Deutsche Reich verschickt oder mussten völkerrechtswidrig Tross- und Schanzarbeiten für die Wehrmacht leisten. So hielt sich die 253. Infanteriedivision Ende April 1943 neben 1381 als „Hiwis“ tätigen Sowjetbürgern auch 853 Zwangsarbeiterinnen, die in Kasernen untergebracht waren. Evakuierte wurden in Trecks von einigen zehntausend Menschen in Richtung Westen in Marsch gesetzt, immer wieder ohne ausreichende Versorgung und Unterbringung. Durch die Verwüstung des besetzten Landes erhielten die Partisanen starken Zulauf und gewannen gebietsweise die Oberhand.
Am 19. März 1945, wenige Wochen vor Kriegsende, erließ Hitler den Nerobefehl (Alle militärischen Verkehrs-, Nachrichten-, Industrie- und Versorgungsanlagen sowie Sachwerte innerhalb des Reichsgebietes, die sich der Feind zur Fortsetzung seines Kampfes irgendwie sofort oder in absehbarer Zeit nutzbar machen kann, sind zu zerstören).

## Weitere Kriege
- der Drogenkonflikt in Lateinamerika seit Mitte der 1990er Jahre, → Hauptartikel: Verbrannte Erde in Lateinamerika
- im Gallischen Krieg von den Kelten unter Vercingetorix gegen die Römer genutzt
- Beim Einmarsch des Kaisers Maximinus Thrax in Italien erwartete diesen im Gebiet um die Stadt Aquileia verbrannte Erde.[9]
- beim Ersten Kreuzzug von Sultan Kılıç Arslan I. gegen die Kreuzfahrer bei ihrem Marsch durch Anatolien
- Die Mameluckensultane ließen bei der Vertreibung der Kreuzfahrer Ende des 13. Jahrhunderts die Küstenstädte der Levante (bis auf Beirut) vernichten.[10]
- im Hundertjährigen Krieg
- während der spanischen Reconquista 718–1492
- Im Pfälzischen Erbfolgekrieg ließ Ludwig XIV. unter General de Mélac große Teile der Pfalz und Nord-Baden-Württembergs vernichten. Vor allem das Rhein-Neckar-Gebiet mit Mannheim und Heidelberg waren betroffen. Siehe auch Zerstörung des Heidelberger Schlosses. Des Monarchen Befehl „Brulez le Palatinat“ (Verbrennt die Pfalz) steht in unmittelbarem Zusammenhang mit verbrannter Erde.
- im Burenkrieg von den Briten unter Kitchener genutzt
- im Amerikanischen Bürgerkrieg von General Sherman im Marsch zum Meer
- im Philippinisch-Amerikanischen Krieg durch die Vereinigten Staaten
- von der deutschen Schutztruppe während des Maji-Maji-Aufstandes in der Deutsch-Ostafrikanischen Kolonie angewandt
- Im Ersten Weltkrieg vergifteten Truppen beider Kriegsparteien beim Rückzug an der Ostfront Brunnen, verbrannten Dörfer und töteten Vieh.
- Im Dezember 1941 erhielt General Okamura Yasuji vom Hauptquartier (Daihon’ei) der Kaiserlich Japanischen Armee den Befehl Nr. 575, der die Politik der dreifachen Auslöschung (chinesisch 三光政策, Pinyin sānguāng zhèngcè, englisch Three Alls Policy – „alles niederbrennen, niedermetzeln und ausplündern“, japanisch 燼滅作戦, jinmetsu sakusen, „Operation Einäschern und Vernichten“) in Nordchina einführte und in erster Linie den Widerstand der Roten Armee brechen sollte. Die daraufhin praktizierte Taktik der verbrannten Erde kostete nach Ansicht einiger Historiker die Leben von über 2,7 Millionen Chinesen.[11]
- Die deutsche Wehrmacht wandte sie im Zweiten Weltkrieg auch beim Rückzug aus dem finnischen Lappland und nördlichen Norwegen an.[12][13]
- Im Vietnamkrieg verwendete die USA Herbizide wie Agent Orange, um Ernten zu zerstören und Waldland zu entlauben. Den Gegnern sollten damit Nahrungsbasis und Sichtschutz genommen werden. Auch Napalm wurde für diesen Zweck verwendet.
- Im Krieg in Afghanistan von 1996 bis 2001 verfolgten die Taliban eine Politik der verbrannten Erde.[14][15] Sie verbrannten ganze Landstriche und rissen ganze Städte nieder. Die Stadt Istalif, welche über 45.000 Einwohner hatte, wurde z. B. gänzlich zerstört, umliegendes Agrarland wurde in Brand gesteckt.[14] Die Einwohner wurden ermordet oder vertrieben. Über 160.000 hungernde Flüchtlinge, die durch die Politik der Taliban ihr Zuhause verloren hatten, wurden zudem von den Taliban systematisch von UN-Hilfslieferungen abgeschnitten.
- Im Zuge der Operation Desertstorm im Zweiten Golfkrieg wurden kuwaitische Ölfelder von den sich zurückziehenden irakischen Truppen in Brand gesteckt.[16]